# Region Kōshin’etsu
Region Kōshin’etsu (jap. 甲信越地方 Kōshin’etsu-chihō) – podregion należący do regionu Chūbu w środkowej Japonii.  

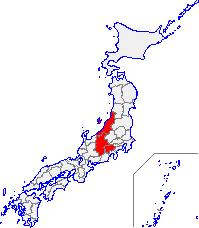
Region Kōshin’etsu

Składa się z prefektur: Yamanashi, Nagano i Niigata. Nazwa pochodzi od skrótu dawnych prowincji: Kai, Shinano i Echigo. Razem z podregionem Tōkai, Hokuriku i Chūkyō tworzą region Chūbu.